# گواک هیون-چائه
گواک هیون-چائه (انگلیسی: Gwak Hyeon-chae؛ زادهٔ ۲۰ ژوئیهٔ ۱۹۴۷) بازیکن بسکتبال اهل کره جنوبی بود. وی در بازی‌های المپیک تابستانی ۱۹۶۸ شرکت کرده‌است.